# Spirobranchus
Genre
Synonymes
- Conchoserpula Blainville, 1818[1]
- Conopomatus Pillai, 1960[1]
- Cymospira Blainville, 1828[1]
- Olga Jones, 1962[1]
- Penicillum Seba, 1758[1]
- Podioceros Quatrefages, 1866[1]
- Pomatoceropsis Gravier, 1906[1]
- Pomatoceropsis Holly, 1935[1]
- Pomatoceros Philippi, 1844[1]
- sous-genre Pomatoceros (Pomatoleios)[1]
- Pomatocerus Philippi, 1844[1]
- Pomatoleios Pixell, 1913[1]
- Potamoceras Philippi, 1844[1]
- Potamoceros Philippi, 1844[1]
- Pseudopomatoceros Holly, 1936[1]
- sous-genre Serpula (Cymospira)[1]
- Spirabranchus Blainville, 1818[1]
- sous-genre Spirobranchus (Cymospira) Blainville, 1828[1]
- Temporaria Straughan, 1967[1]

Spirobranchus (les spirobranches) est un genre de vers annélides polychètes sédentaires marins appartenant à la famille des Serpulidae. 

## Liste d'espèces
Selon World Register of Marine Species (29 avril 2016) :
- Spirobranchus arabicus Monro, 1937
- Spirobranchus carinifer Gray, 1843
- Spirobranchus corniculatus Grube, 1862
- Spirobranchus coronatus Straughan, 1967
- Spirobranchus corrugatus Straughan, 1967
- Spirobranchus cruciger Grube, 1862
- Spirobranchus decoratus Imajima, 1982
- Spirobranchus eitzeni Augener, 1918
- Spirobranchus gardineri Pixell, 1913
- Spirobranchus gaymardi Quatrefages, 1866
- Spirobranchus giganteus Pallas, 1766
- Spirobranchus incrassatus Krøyer in Mörch, 1863
- Spirobranchus latiscapus Marenzeller, 1885
- Spirobranchus lima Grube, 1862
- Spirobranchus maldivensis Pixell, 1913
- Spirobranchus nigranucha Fischli, 1903
- Spirobranchus paumotanus Chamberlin, 1919
- Spirobranchus polycerus Schmarda, 1861
- Spirobranchus polytrema Philippi, 1844
- Spirobranchus spinosus Moore, 1923
- Spirobranchus tetraceros Schmarda, 1861

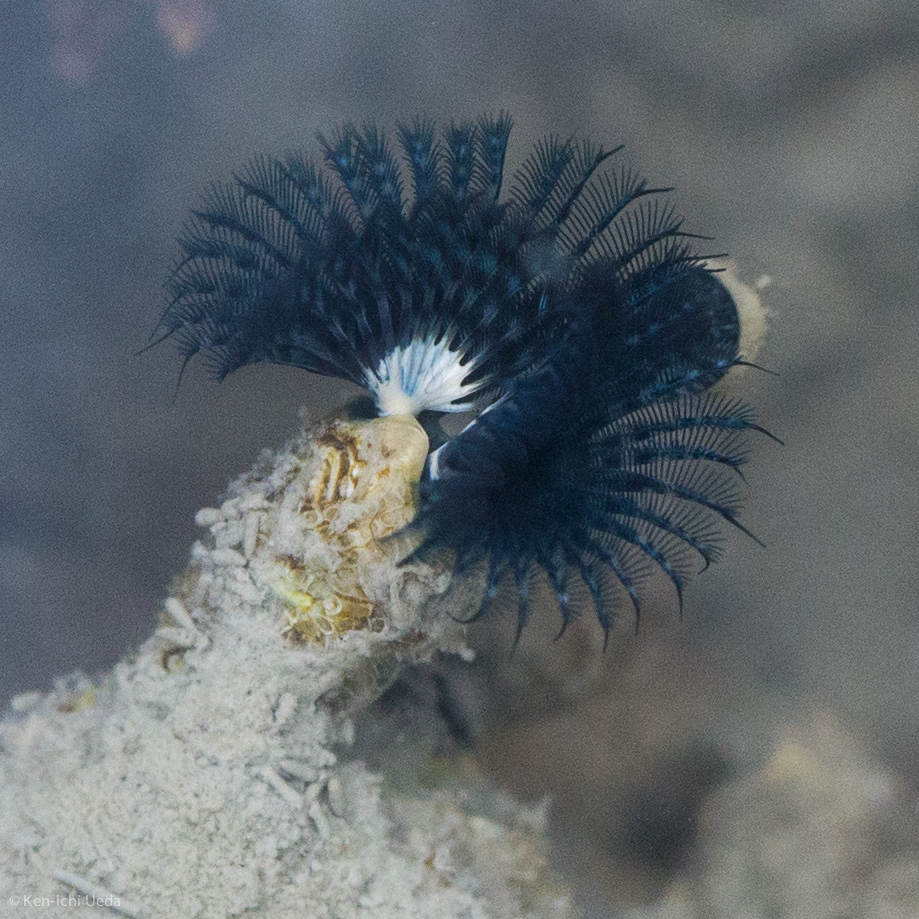
Spirobranchus cariniferus
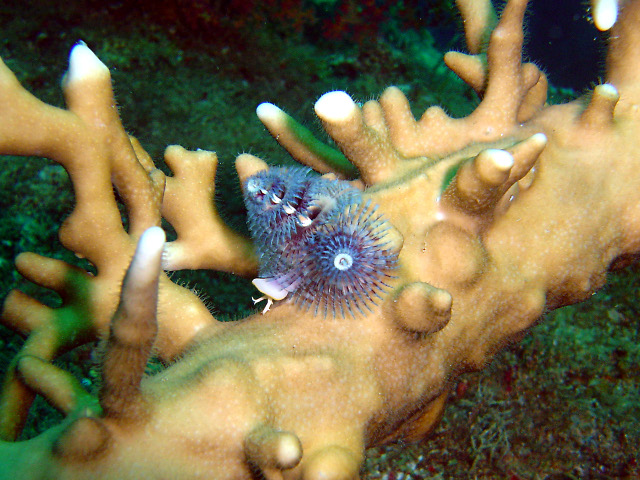
Spirobranchus corniculatus
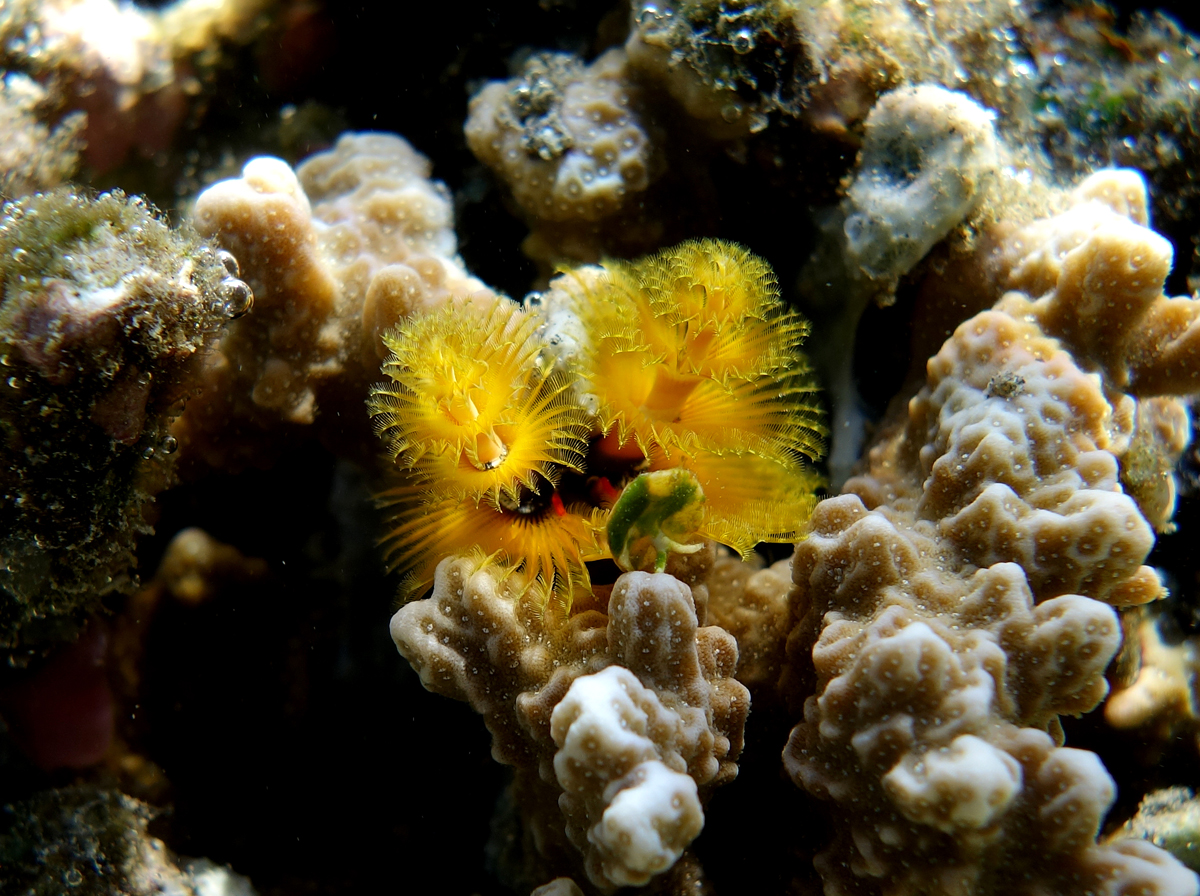
Spirobranchus cf. gardineri
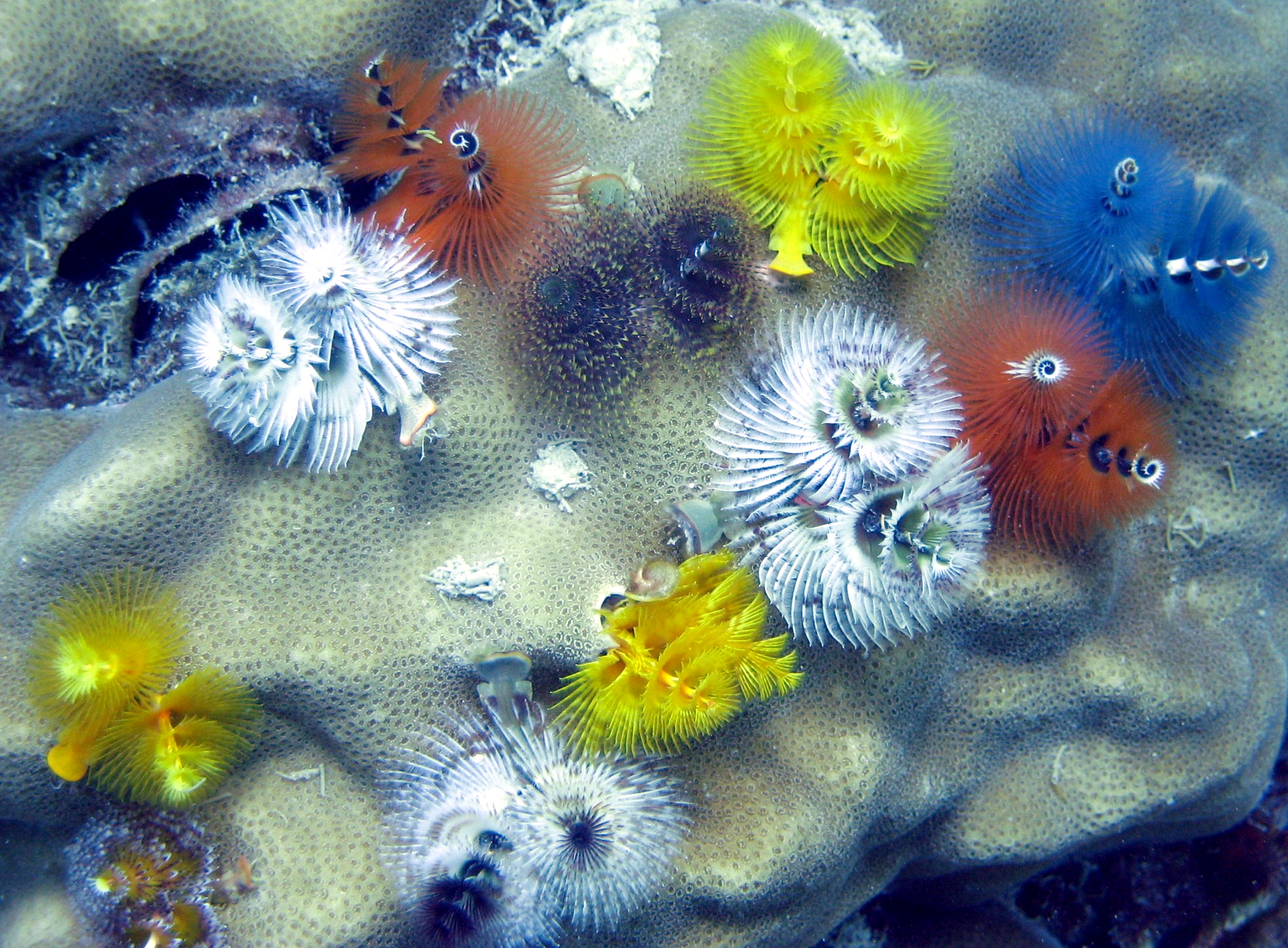
Spirobranchus giganteus
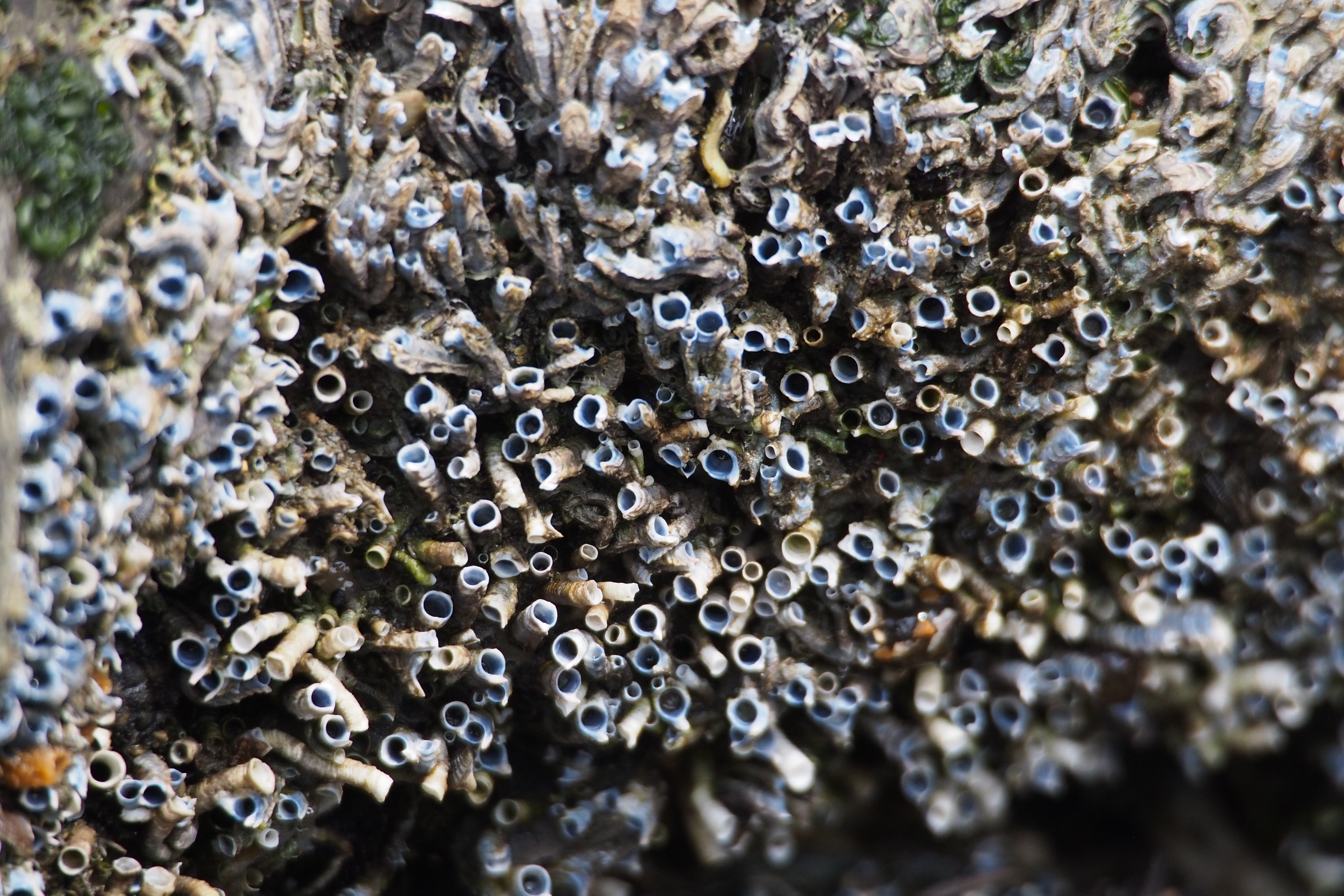
Spirobranchus kraussii
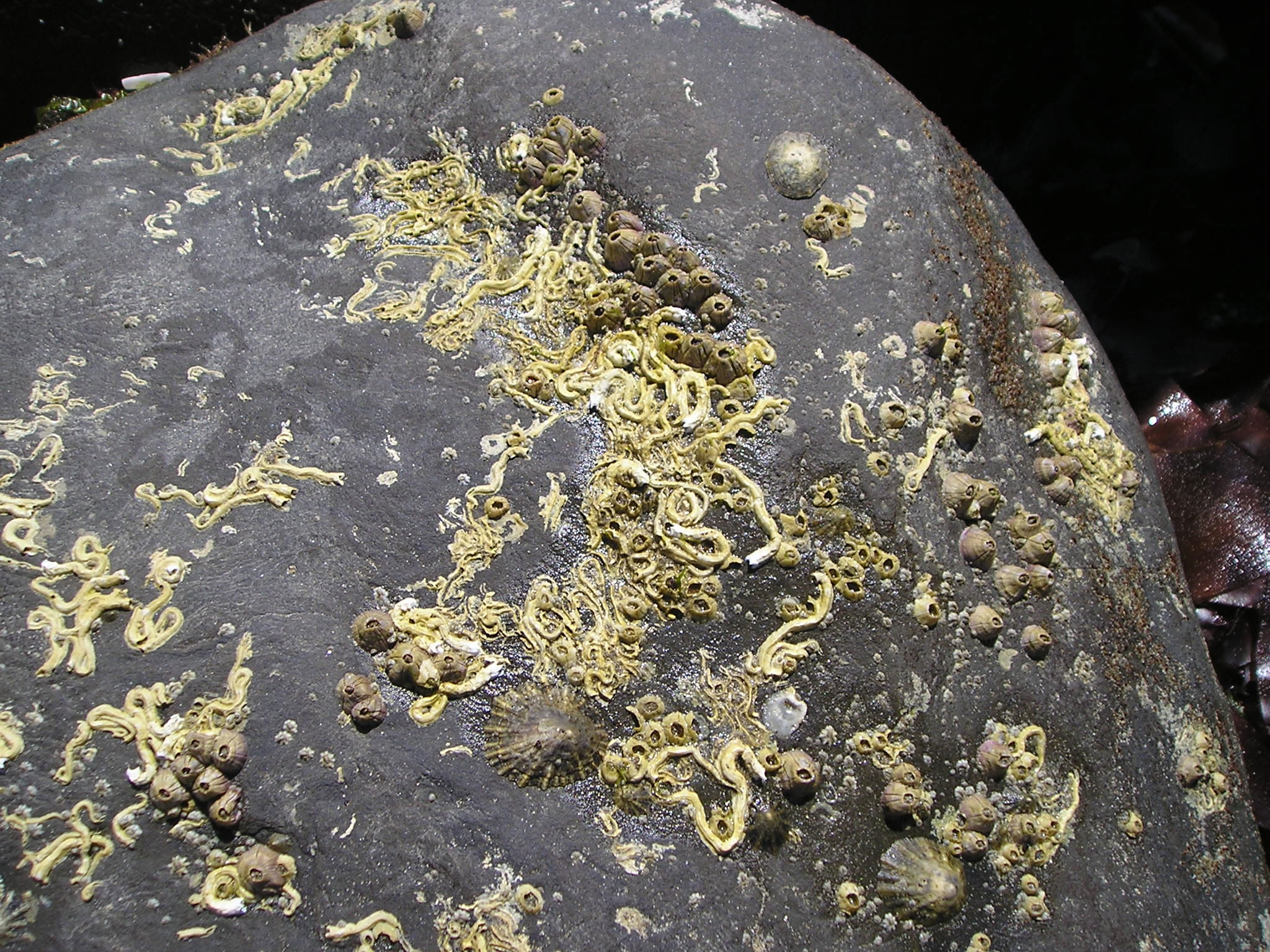
Spirobranchus triqueter